# Elsie Elizabeth Esterhuysen

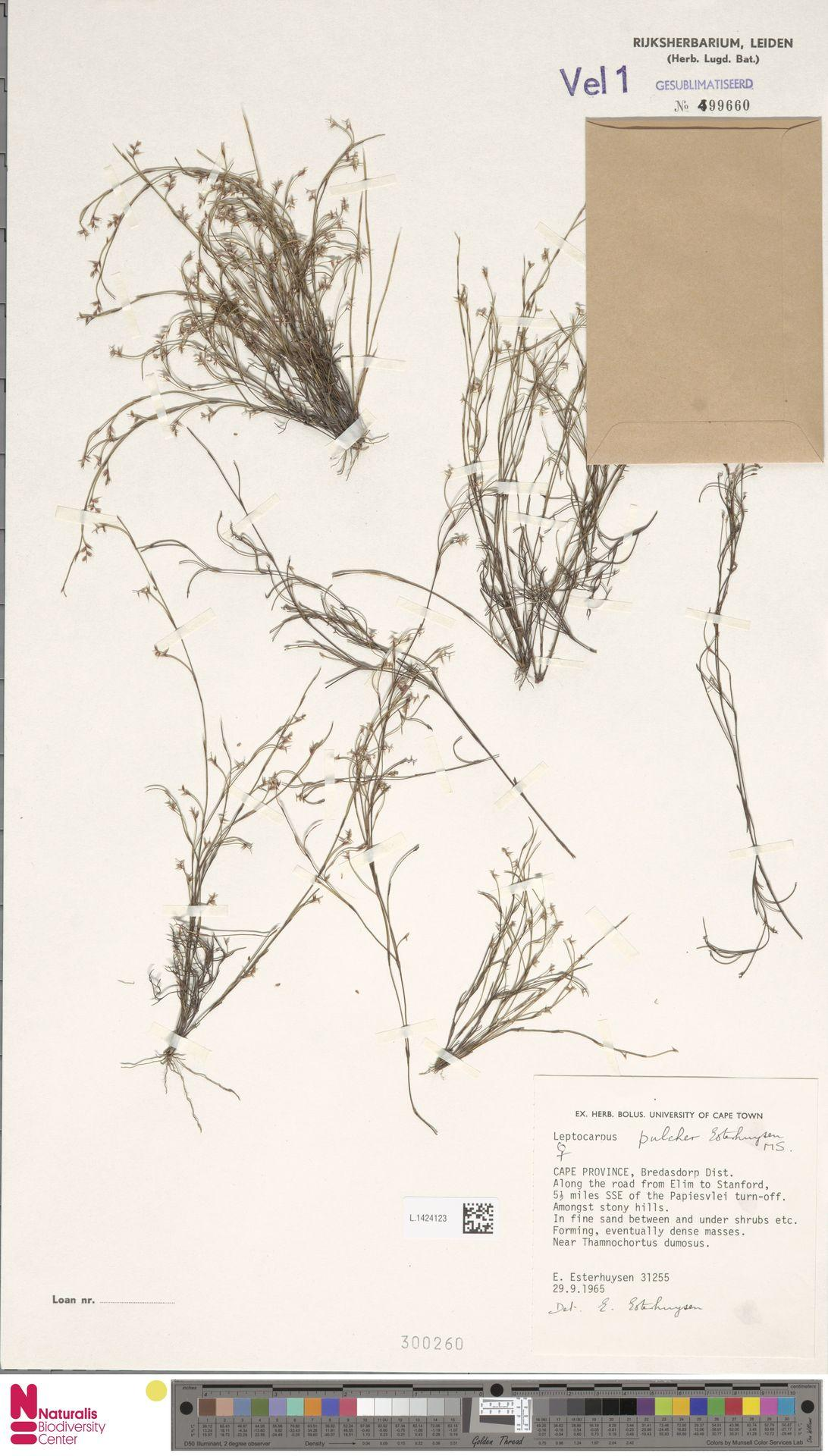
Trung tâm Đa dạng sinh học Naturalis - L.1424123 - Calopsis pulchra Esterhuysen, được thu thập và mô tả bởi E. E. Esterhuysen

Elsie Elizabeth Esterhuysen (11 tháng 4 năm 1912 - ngày 1 tháng 1 năm 2006) là một nhà thực vật học Nam Phi. Bà được xem là  "người thu thập hệ thực vật Nam Phi ấn tượng nhất từ trước đến nay ", với 36,000 mẫu vật.

## Đầu đời và giáo dục
Elsie Elizabeth Esterhuysen sinh ra tại Đài quan sát, Cape Town, bà là con gái của Johannes Petrus le Roux Esterhuysen và Florence Ethel Larkin. Cha và anh trai bà đều là luật sư. Bà theo học tại trường Trung học nữ sinh Wynberg Girls High School và học lên Đại học Cape Town. Bà nhận bằng thạc sĩ về thực vật học vào năm 1933, và tiếp tục tiến hành nghiên cứu thực địa với nguồn kinh phí từ suất học bổng của Kirstenbosch.

## Sự nghiệp
Năm 1936, bà bắt đầu làm trợ lý cho Maria Wilman tại Bảo tàng McGregor ở Kimberley. Từ năm 1938, bà làm việc tại Bolus Herbarium, xưởng sản xuất cũ nhất Nam Phi được thành lập năm 1856. Công việc không chính thức này tiếp tục kéo dài đến năm 1956, khi bài đăng dài kỳ dành của bà được đăng thông qua Đại học Cape Town. Bà tập trung vào việc thu thập mẫu vật từ vực cao độ Cape, bà là một người có khả năng leo núi. Ước tính, bà đã tìm ra khoảng 150 Nhóm (Taxa) thực vật, trong đó có 34 loài và 2 chi được đặt theo tên của bà. Vào năm 1984, bà phát hiện và thu thập được mẫu Protea nubigena, Cloud Protea rất hiếm được tìm thấy ở một địa điểm có độ cao.
Bà được trao tặng Bằng Thạc sĩ Khoa học danh dự của Đại học Cape Town vào năm 1989. Các thế hệ sinh viên UCT rất biết ơn về những mẫu vật mà bà đã dày công thu thập.

## Cuộc sống cá nhân
Elsie Elizabeth Esterhuysen đạp xe hàng ngày đến và đi từ văn phòng. Bà là một nghệ sĩ dương cầm được đào tạo và cũng là một nghệ sĩ thực vật học thực thụ. Bà mất năm 2006, hưởng thọ 93 tuổi.

## Công trình xuất bản
- Esterhuysen, Elsie Elizabeth (1936). "Regeneration after clearing at Kirstenbosch". Journal of South African Botany. Quyển 2. tr. 177–185.